# Palinoteca
La palinoteca contiene vetrini di riferimento con pollini di varie specie e famiglie. La sua funzione principale è come riferimento in laboratorio per l'identificazione di pollini presenti nei vetrini preparati per l'identificazione dei vari tipi di miele.